# Вазул
Вазул (Васил, Базил; ок. 976/978—1035/1037) — правитель Нитранского княжества из династии Арпадов. Кандидат на венгерский трон после смерти Эмерика. В 1031 году был ослеплён по приказу Иштвана I. По более поздним источникам, Вазул был ослеплён Гизелой, женой венгерского короля без его участия.

## Биография

### Происхождение
Вазул — сын Михая, брата Гезы. Его младший брат — Ласло Лысый. На основании имён сыновей Михая можно утверждать, что их мать могла происходить из семьи болгарского царя Самуила.
В старой литературе можно найти информацию о том, что Вазул был сыном польской принцессы Аделаиды, но в настоящее время это признаётся вымыслом.

### Борьба за престол

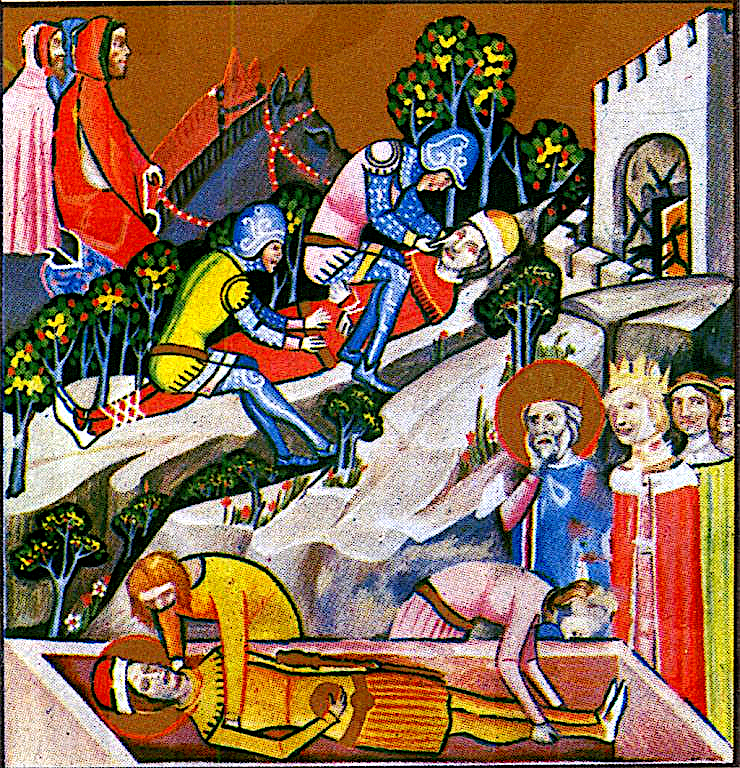
Похороны князя Эмерика и ослепление Вазула

2 сентября 1031 года на охоте погиб князь Эмерик, единственный сын короля Иштвана I. Шансы Вазула на престол значительно возросли, особенно учитывая то, что в соответствии с принципом старшинства даже до смерти Эмерика следовало рассматривать Вазула как преемника на трон. Но Иштван I не видел в нём своего преемника. Согласно Венгерской хронике Вазул был «безрассудным и глупым».
Анналы сообщают, что в случае смерти Эмерика наследником становился Пётр Орсеоло. Вазул и его сторонники составили заговор против короля, но нападение на Иштвана I не удалось. Заговорщики, в том числе и Вазул, были ослеплены, а его сыновья изгнаны.
Согласно Хронике, после смерти Эмерика Иштван I послал в Нитру своего приближённого Буду. Он намеревался привести Вазула к королевскому двору и назначить его наследником. Буда был предупреждён Себешом, представителем королевы Гизелы. Себеш ослепил Вазула и налил ему в уши раскалённый металл. Вазул был доставлен на суд к Иштвану I, который, увидев двоюродного брата, заплакал. Король не имел полномочий для наказания виновного, только трём сыновьям Вазула посоветовал бежать из страны. В настоящее время исследователи считают, что причиной приписывания вины за слепоту Вазула Гизеле являлось желание хронистов не портить репутацию Иштвана I, канонизированного в 1083 году. Показ Гизелы в негативном свете мог использоваться также в целях пропаганды, так как Ласло I поддерживал папу римского Григория VII в борьбе против Генриха IV.
Ослепление Вазула произошло после 2 сентября 1031, то есть после смерти Эмерика и до 15 августа 1038 года, даты смерти Иштвана I. Некоторые исследователи сужают временные рамки, указывая дату около 1035 или в 1037 года.

### Семья
Имя жены Вазула неизвестно. Gesta Hungarorum сообщает, что жена Вазула происходила из семьи Татоня (Tátony). Эта версия принята и в современной научной литературе.
У Вазула было трое сыновей: Андраш I, Бела I и Левенте.

## ДНК
Судя по результатам палео-днк тестирования останков его внука Ласло I, у Вазула была Y-хромосомная гаплогруппа R1a1a1b2a2a-Z2123>R1a-SUR51.